# Night Nurse
Night Nurse – utwór wykonywany przez niemieckie trio Cascada. Pochodzi z czwartego albumu grupy, Original Me (2011). Tekst do niego został napisany przez DJ Maniana i Yanou. Ukazał się na kompilacji Clubland 18, wydanej 7 listopada 2010 roku. W piosence gościnnie wystąpiła grupa R.I.O.

## Styl
„Night Nurse” to piosenka z gatunku electropop z mocnymi elementami eurodance. Stylem nawiązuje do poprzednich produkcji Cascady, czyli do utworów Evacuate the Dancefloor i Pyromania.

## Przeciek
Niekompletna wersja utworu przeciekła do sieci w sierpniu 2010 roku. Robbins Entertainment skomentowało to zajście następująco:
„Przerażający mix, który wyciekł i ukazał się w serwisie YouTube ma się w naszej opinii nijak do tego, jak piosenka brzmi w rzeczywistości. Teraz cały czas skupiamy się jeszcze na utworze „Pyromania”, ale nie wykluczamy, że „Night Nurse” może być singlem w przyszłości.”
Edycja radiowa ukazała się później, ale również była to sfałszowana wersja. Powstało także wiele nieoficjalnych remiksów utworu za sprawą przecieku do sieci fragmentów utworu zawierających wersje instrumentalne, sample oraz acapellę utworu.

## Teledysk
Premiera teledysku miała miejsce na YouTube na kanale wytwórni All Around the World oraz na Clubland TV 6 listopada 2010 roku. W filmie widać wokalistkę Natalie Horler wymalowaną w całości różnymi kolorami farby.